# Анђео освете
Анђео освете (шп. Santa diabla) америчка је теленовела, продукцијске куће Телемундо, снимана 2013.
У Србији је приказивана 2016. на каналу Пинк соуп.

## Синопсис
Санта Мартинез је лепа жена сиромашног порекла, која је читав живот провела у родном селу и удала се за Вилија, човека свог живота, са којим има синчића који носи очево име. Желећи да обезбеди бољи живот супрузи и сину, Вили прихвата да буде професор музике Данијели Кано, унуци Гаспара Кана, једног од најмоћнијих адвоката у земљи. Међутим Данијелина мајка Барбара постаје опседнута згодним професором и чини све да га заведе, без обзира на то што је удата. Ствари се додатно компликују када Вили открије да се Данијела дрогира, па мајка и кћерка одлучују да га се реше. Измишљају да је силовао Данијелу, након чега он моли Санту да са сином напусти земљу, јер страхује да би Барбара и Данијела могле да им науде. Иако је невин, Вили је осуђен на тридесет година затвора. Међутим, када судија одлучи да поново размотри његов случај, сматрајући да можда ипак није крив, Барбарин брат Умберто наручује његово убиство. Када Санта са синчићем дође да посети супруга, саопштавају јој да је страдао у затворској тучи.
Трагична вест потпуно слама Санту, која све дубље тоне у тугу. Међутим, сумња у званичну верзију приче о Вилијевој смрти. Заклиње се да ће открити истину и осветити се свима онима који су учествовали у фарси и разорили јој породицу. Смишља план који не може да омане - натераће једног по једног члана породице Кано да плати за злочин. Због тога одбацује ореол добродушне светице каква је била и постаје окрутна ђаволица Аманда, чија ће прва мета бити Умберто Кано. Жели да га освоји, постане му вереница, а онда среди да буде оптужен за злочин који није починио, немоћан да се брани.
Са друге стране, планира да понизи Барбару, уништи јој брак и одвоји је од детета. Исто тако, одлучна је да њеног супруга Џорџа види иза решетака, те да натера Данијелу да призна да је читава прича о силовању била само обична лаж и да је Вили никада није ни такао. Најзад, Аманда жели да Гаспара Кана и његову супругу Франсиску, доведе до банкрота, са намером да своје последње дане проведу у сиромаштву.
Спремна на све да би постигла свој циљ, "света ђаволица" ни не сања да ће јој у живот ући Сантијаго, Умбертов брат. Атрактивни заводник и сањар коме је музика смисао живота освојиће је на први поглед. Међутим, иако није имао никакве везе са Вилијевом смрћу, он је такође члан омражене породице Кано. Аманда ће се тако наћи пред тешком одлуком - да ли да настави са својим осветничким планом и доведе до пропасти једну од најмоћнијих породица у земљи, или да искористи прилику коју јој живот пружа и буде срећна уз племенитог Сантијага...

## Ликови
- Санта (Габи Еспино) - Привлачна лепотица која се удала за Вилија, са којим се забављала откад зна за себе. Добили су сина коме су дали очево име. Живот срећне породице мења се када Вили пристане да ради као професор музике, а након неочекиване трагедије, Санта одлучује да се потпуно промени. Мења име у Аманда и спремна је да се освети свима који су одговорни за смрт њеног вољеног супруга.

- Сантијаго (Арон Дијаз) - Харизматичан човек великог срца. Авантуриста којег породица посматра као црну овцу. Када се врати кући са пута, сазнаје да ће се његов брат оженити Амандом, која га је опчинила већ при првом сусрету. Одлучује да ризикује све и покуша да је освоји. Међутим, иза маске искрености и слободног духа, Сантијаго крије велику тајну, због које никада неће моћи да буде потпуно срећан.

- Умберто (Карлос Понсе) - Хладна и манипулативна особа, која јако добро користи своје чари да би добила оно што жели. Успешан је адвокат који ради у породичној фирми. Озбиљан је, не говори много и улива страх својим држањем. О својим осећањима и плановима ћути, а као угледан послован човек, тражи жену која ће употпунити његов наизглед савршен живот, који угрожава страшна тајна из прошлости.

- Инес (Химена Дуке) - Емоционално нестабилна, себична и хировита жена, учиниће све да веже Сантијага за себе и раздвоји га од Аманде. Након што јој је мајка умрла, отац ју је држао у "златном кавезу", плашећи се да би могао да је изгуби. Била је затворена у кући, а подучавали су је најбољи професори. Уместо да сама упозна свет, слушала је о њему. Због тога је остала незрела тинејџерка, која је сада заробљена у телу прелепе, лажљиве жене.

- Барбара (Ванда Дисидоро) - Барбара је себична жена која никако не успева да пронађе смисао свог живота. Бескрупулозна је, па нико не жели да јој буде непријатељ. Отац ју је одмалена размазио, због чега није научила шта значи одговорност. Када је имала 20 година, заљубила се у Џорџа са којим је затруднела, па се, не би ли избегла скандал, на брзину удала за њега. Иако је љубав кратко трајала, Барбара и Џорџ наставили су да глуме да су срећни.

- Џорџ (Есекјел Монталт) - Право име му је Хорхе и бескорисни је користољубљивац. Највећим успехом сматра брак са Барбаром, јер је тако добио прилику да ужива у луксузу. Највише воли да игра голф и тенис, а обожава да заводи жене и касније их напушта, што чини кад год му се укаже прилика. Изгара од жеље да му свекар остави део наследства, јер му то по закону припада, с обзиром на то да му не пада на памет да се разведе од Барбаре.

- Данијела (Ана Осорио) - Данијела је Барбарина и Џорџова кћерка. Размажена је, одмалена је уживала у луксузу, због чега сматра да јој цео свет припада. Са родитељима никада није имала добар однос, јер се они нису бринули о њој. Због тога је њено понашање врло нестабилно и променљиво. Свесна је свог сјајног физичког изгледа и користи га сваки пут када осети да би могла да извуче неку корист од тога.

- Гаспар (Фред Ваље) - За разлику од већине чланова породице Кано, Гаспар је искрен и одан. За њега дата реч значи више од било каквог уговора. Задовољан је собом и својим животом, јер се увек борио за истину, а међу адвокатима ужива неукаљан углед. Поносан је на своју адвокатску компанију и срећан је је његов син Умберто такође заинтересован за тај посао, несвестан да он уопште није тако добар каквим се чини.

## Глумачка постава

### Главне улоге
| Глумац:      | Улога:                        |
| ------------ | ----------------------------- |
| Габи Еспино  | Санта Мартинез / Аманда Браун |
| Арон Дијаз   | Сантијаго Кано                |
| Карлос Понсе | Умберто Кано                  |

### Споредне улоге
| Глумац:                  | Улога:                                                 |
| ------------------------ | ------------------------------------------------------ |
| Химена Дуке              | Инес Робледо                                           |
| Франсес Ондивијела       | Викторија Конети                                       |
| Роберто Матеос           | Патрисио Видал                                         |
| Линколн Паломеке         | Вили Делгадо                                           |
| Ванда Дисидоро           | Барбара Кано                                           |
| Есекијел Монтлат         | Хорхе Миљан (Џорџ Милан)                               |
| Лис Вега                 | Лисет Гереро                                           |
| Зули Монтеро             | Ортенсија де Сантана                                   |
| Фред Ваље                | Гаспар Кано                                            |
| Кристијан де ла Кампа    | Франко Гарсија Ерера / Себастијан Бланко / Рене Алонсо |
| Маки Солер               | Алисија Кано (Ђаволица)                                |
| Вирна Флорес             | Паула Делгадо                                          |
| Едуардо Ороско           | Артуро Сантана                                         |
| Кенија Ихуелос           | Луси Медина                                            |
| Алберич Борман           | Иван Кано                                              |
| Џејми Осорио             | Мара Лозано                                            |
| Раул Изагире             | Висенте Робледо                                        |
| Луис Кабаљеро            | Карлос Колети                                          |
| Хилда Адок               | Франциска де Кано                                      |
| Педро Телемако           | Лазаро Иљијанес                                        |
| Глејдис Ибара            | Елиса Лозано                                           |
| Херардо Риверон          | Милтон Реверте                                         |
| Беатрис Валдес           | Бегоња Флорес                                          |
| Марија Ракенел           | Трансито Карвахал                                      |
| Хавијер Валкарсел        | Франциско Панчо Робледо                                |
| Ана Осорио               | Данијела Милан                                         |
| Карлос Аугусто Малдонадо | Улисес Кољети                                          |
| Хорхе Едуардо Гарсија    | Вили Делгадо Јр. / Гиљермо Кано                        |
| Хосе Рамон Бланч         | Орландо Ел Торо / Рикардо Ернандез                     |
| Ектор Контрерас          | Сифуентес                                              |
| Џими Бернал              | Александер Вејн                                        |
| Евелин Сантос            | Глорија                                                |
| Ернесто Фахас            | Маркос Агилар                                          |
| Дијана Франко            | болничарка                                             |
| Нури Флорес              | Петра                                                  |
| Емили Алварадо           | Алисија Кано (као девојчица)                           |
| Мајкл Мет                | агент Колин Филипс                                     |
| Кристина Фигарола        | Маргарет Џејмс                                         |
| Димајкл Хас              | Фелипе Сантана                                         |
| Ана Кинтеро              | Моника Перез                                           |